# Ахмад Аттеллесей
Ахмад Аттеллесей (порт. Ahmad Attellesey, 30 липня 1995) — бразильський плавець.
Учасник Олімпійських Ігор 2016 року.